# Galactia laotica
Galactia laotica är en ärtväxtart som beskrevs av Nguyén Van Thuan. Galactia laotica ingår i släktet Galactia och familjen ärtväxter. Inga underarter finns listade i Catalogue of Life.